# ARIA Charts
ARIA Charts je hlavní hitparáda nejlépe se prodávající hudby v Austrálii. Aktualizaci každý týden zajišťuje Australian Recording Industry Association.
Hitparáda zahrnuje nejprodávanšjší alba, singly, hudební DVD i digitální nahrávky na území Austrálie a to od roku 1988. Na konci každého roku se vyhlašuje nejlepší stovka.

## Žebříčky
- ARIA Top 100 Singles Chart
- ARIA Top 100 Albums Chart
- ARIA Top 100 Physical Albums Chart (publikovány pouze ve výroční zprávě ARIA)
- ARIA Top 50 Digital Tracks Chart
- ARIA Top 50 Digital Albums Chart
- ARIA Top 50 Streaming Tracks Chart
- ARIA Top 50 Club Tracks Chart
- ARIA Top 50 Catalogue Albums Chart
- ARIA Top 40 Urban Singles Chart
- ARIA Top 40 Urban Albums Chart
- ARIA Top 40 Country Albums Chart
- ARIA Top 40 Music DVDs Chart
- ARIA Top 25 Dance Singles Chart
- ARIA Top 25 Dance Albums Chart (publikovány pouze ve výroční zprávě ARIA)
- ARIA Top 20 Australian Artist Singles Chart
- ARIA Top 20 Australian Artist Albums Chart
- ARIA Top 20 Compilation Albums Chart
- ARIA Top 20 Jazz & Blues Albums Chart
- ARIA Top 20 Classical/Crossover Albums Chart
- ARIA Top 10 Core Classical Albums Chart
- Yearly Top 100 End of Year charts
- End of Decade Top 100 charts[1]

## Certifikace
Alba a singly dostávají při prodeji více než 35 000 nosičů zlatou a při 70 000 platinovou certifikaci. Hudební DVD při prodaných 7 500, resp. 15 000 kusech.